# 小淵優子
小淵優子（日语：小渕 優子，1973年12月11日—），日本政治家。6次當選眾議院議員。前任經濟產業大臣（第18代）。父親小淵惠三是第84任內閣總理大臣。她曾任麻生內閣中的少子化對策擔當大臣，成為日本戰後最年輕的內閣成員。

## 生平

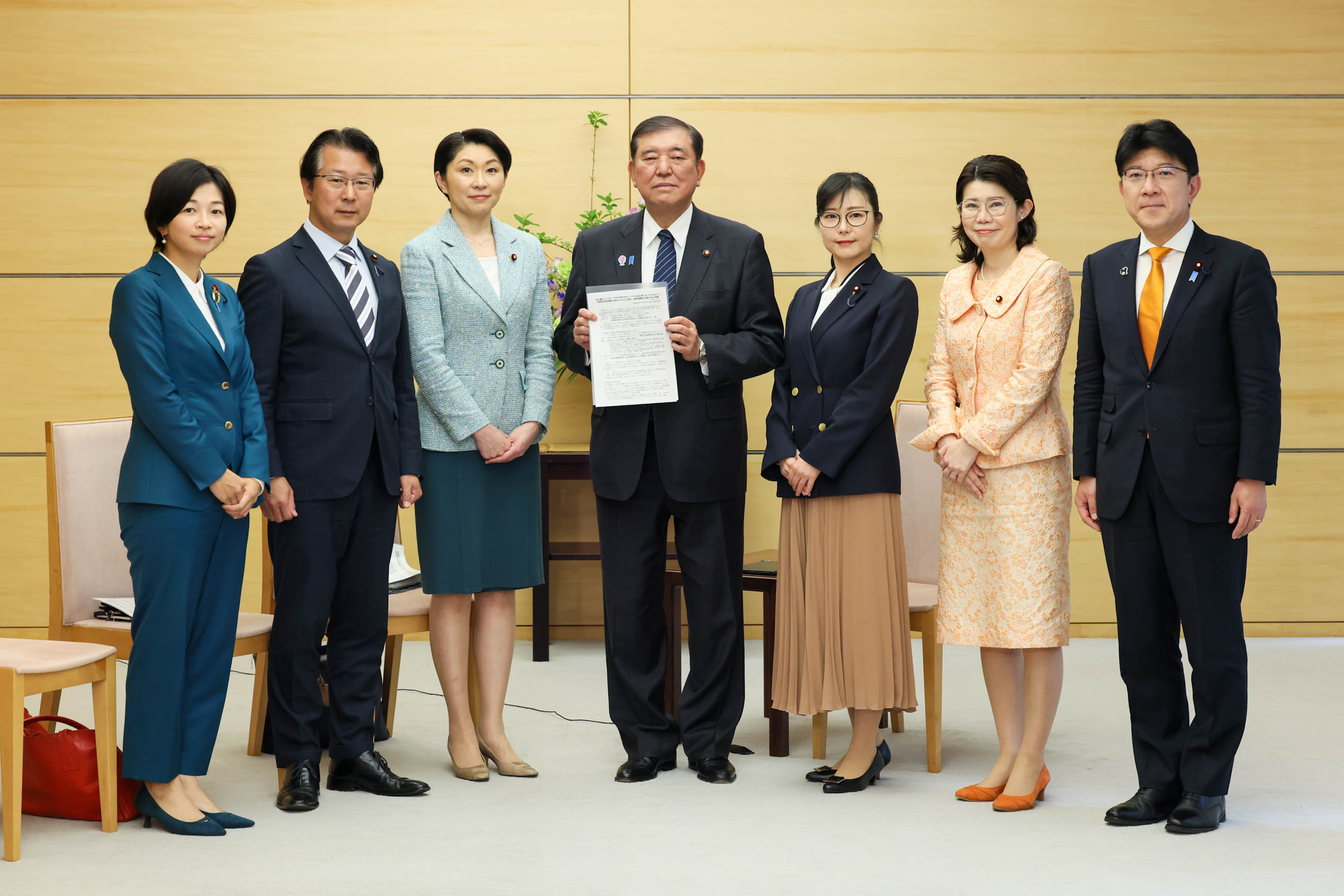
小渊优子等议员与石破茂在总理大臣官邸（2025年4月），图中左三为小渊优子

小淵優子出生於東京都文京區。1996年畢業於成城大學經濟學部經營學科，畢業後進入東京放送（TBS）工作。1998年，父親成為首相之後。辭去在TBS的工作，成為父親的私人秘書。2000年5月，小淵惠三積勞成疾突然中風病逝，隨後在6月舉行的眾議院議員選舉，優子接替父親，在家鄉群馬縣出戰參選，憑著父親的巨大聲望和人氣，優子最終在6月25日父親生日當天以壓倒性多數的16萬票順利當選，至今已連任3屆。2005年，通過早稻田大學大學院公共經營研究科專門職學位課程的入學審查，并在2006年完成課程，取得公共經營碩士學位。
2005年，對小泉純一郎首相提出的重要議案郵政民營化法案投棄權票，在黨內也因反對郵政民營化而提出辭去眾議院運營委員會理事的要求。
2006年9月，在安倍晉三內閣中擔任文部科學大臣政務官。2008年9月，被麻生太郎首相提名為內閣府特命擔當大臣（少子化對策擔當，男女共同參劃擔當），成為日本最年輕（34歲零9個月）的入閣閣員。任內懷孕，是日本史上首位任內懷孕的閣僚。
2012年，被任命為第二次安倍內閣的財務副大臣。2013年10月，卸任財務副大臣，就任眾議院文部科學委員長就任。
2014年再次入閣，就任第二次安倍改造內閣的經濟產業大臣兼內閣府特命擔當大臣（原子能損害賠償支援機構擔當）。2014年10月20日因牽涉利用政治資金招待選民，向安倍晉三首相請辭獲准。
2014年10月30日，因为小渊优子不明政治资金搜查问题，东京地方检察检察厅特别搜查部搜查了小渊优子前秘书折田謙一郎的住宅。

## 家庭背景

### 家世
祖父小淵光平，为群馬縣選出的眾議院議員；父親是日本前首相小淵惠三。

### 家庭
2004年，優子和TBS的同事瀨戶口克陽結婚，瀨戶口克陽入贅而改名小淵克陽。2007年9月誕下長子，2009年再誕下次子。

## 外部連結
- 小淵優子官方網站 （页面存档备份，存于）
- 小淵優子（統合戰爭辞典－人名辞典）
- 自由民主黨群馬縣支部聯合會 （页面存档备份，存于）

| 前任： 茂木敏充 | 經濟產業大臣 第18代：2014年                         | 繼任： 宮澤洋一 |
| 前任： 中山恭子 | 特命擔當大臣 （少子化，男女共同參與） 2008年—2009年 | 繼任： 福島瑞穗 |